# Zawada (gromada w powiecie zamojskim)
Zawada – dawna gromada, czyli najmniejsza jednostka podziału terytorialnego Polskiej Rzeczypospolitej Ludowej w latach 1954–1972.
Gromady, z gromadzkimi radami narodowymi (GRN) jako organami władzy najniższego stopnia na wsi, funkcjonowały od reformy reorganizującej administrację wiejską przeprowadzonej jesienią 1954 do momentu ich zniesienia z dniem 1 stycznia 1973, tym samym wypierając organizację gminną w latach 1954–1972.
Gromadę Zawada z siedzibą GRN w Zawadzie utworzono – jako jedną z 8759 gromad na obszarze Polski – w powiecie zamojskim w woj. lubelskim na mocy uchwały nr 18 WRN w Lublinie z dnia 5 października 1954. W skład jednostki weszły obszary dotychczasowych gromad Zawada, Wielącza Poduchowna i Wielącza ze zniesionej gminy Mokre w tymże powiecie. Dla gromady ustalono 26 członków gromadzkiej rady narodowej.
1 lipca 1965 do gromady Zawada włączono część kolonii Siedliska o obszarze 255 ha z gromady Wysokie w tymże powiecie.
1 stycznia 1969 do gromady Zawada włączono Siedliska z gromady Wysokie w tymże powiecie.
Gromada przetrwała do końca 1972 roku, czyli do kolejnej reformy gminnej. 1 stycznia 1973 w powiecie zamojskim utworzono gminę Zawada.